# Tallinnella
Tallinnella is een geslacht van uitgestorven kreeftachtigen uit de klasse van de Ostracoda (mosselkreeftjes).

## Soorten
- Tallinnella bohemica (Barrande, 1872) Havlicek & Vanek, 1966 †
- Tallinnella bohemica (Barrande, 1872) Jaanusson, 1957 †
- Tallinnella dimorpha Oepik, 1937 †
- Tallinnella hloubetinensis (Jaanusson, 1957) Havlicek & Vanek, 1966 †
- Tallinnella hloubetinensis Jaanusson, 1957 †
- Tallinnella kiaeri Henningsmoen, 1953 †
- Tallinnella lata (Krause, 1891) Jaanusson, 1957 †
- Tallinnella lituanica Sidaravichiene, 1992 †
- Tallinnella marchica (Krause, 1889) Oepik, 1937 †
- Tallinnella modulata Sarv, 1959 †
- Tallinnella pachydactyla Jaanusson, 1957 †
- Tallinnella panda Copeland, 1965 †
- Tallinnella rara (Sarv, 1959) Schallreuter, 1993 †
- Tallinnella reticulata Sarv, 1963 †
- Tallinnella sebyensis Jaanusson, 1957 †
- Tallinnella squamosa Schallreuter, 1990 †
- Tallinnella stirps Schallreuter, 1990 †
- Tallinnella tomacina Jones (C. R.), 1986 †
- Tallinnella trident Henningsmoen, 1953 †
- Tallinnella tumida Henningsmoen, 1953 †
- Tallinnella zessini Schallreuter, 1993 †